# Guillaume Fléchet

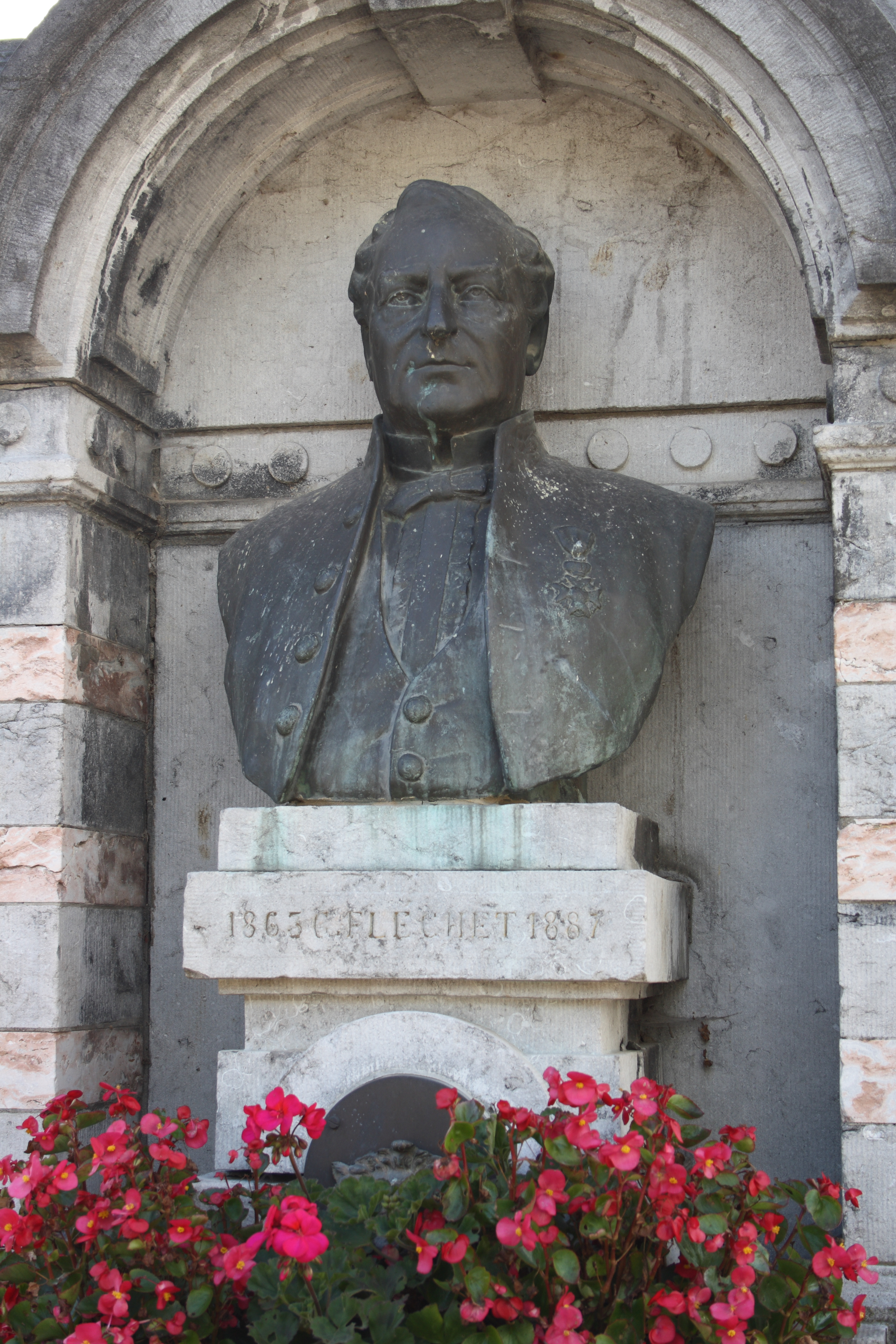
Borstbeeld van Guillaume als onderdeel van de 'Fléchet-fontein' in Weerst met beelden van vier generaties Fléchets

Jean Guillaume Fléchet (Weerst, 10 november 1816 - 1 januari 1887) was een Belgisch volksvertegenwoordiger, senator en burgemeester.

## Levensloop
Guillaume was een zoon van notaris Lambert Fléchet, burgemeester van Weerst en van Marie Bettonville. Hij trouwde met Marie-Catherine Defossé en ze waren de ouders van Armand Fléchet en Ferdinand Fléchet.
Hij werd aannemer van openbare werken en was gemeentesecretaris van Weerst (1842-1852). Van 1863 tot kort voor zijn dood was hij burgemeester van deze gemeente. Hij was ook provincieraadslid voor de periode 1858-1872.
In 1872 werd hij liberaal senator voor het arrondissement Luik en vervulde dit mandaat tot in 1882. Hij werd daarop verkozen tot volksvertegenwoordiger voor hetzelfde arrondissement en bleef dit tot aan zijn dood. Hij legde zijn eed af in het Waals, wat met gelach werd onthaald.